# (3066) McFadden
(3066) McFadden (1984 EO; 1933 MA; 1936 FE; 1941 MA; 1952 FW; 1968 FQ; 1976 GC; 1980 EG2) ist ein ungefähr 14 Kilometer großer Asteroid des mittleren Hauptgürtels, der am 1. März 1984 vom US-amerikanischen Astronomen Edward L. G. Bowell am Lowell-Observatorium, Anderson Mesa Station (Anderson Mesa) in der Nähe von Flagstaff, Arizona (IAU-Code 688) entdeckt wurde.

## Benennung
(3066) McFadden wurde nach Lucy-Ann A. McFadden benannt, die Planetologin am University System of Maryland war. Die Benennung ehrte sie für ihre Untersuchungen der Natur erdnaher Asteroiden und für den Vergleich ihrer Spektren mit denen von Meteoriten. Kürzlich forschte sie an der Beziehung zwischen Kometenkernen und erdnahen Asteroiden und an der UV-Spektrophotometrie von Kometen. Die Benennung wurde vom US-amerikanischen Astronomen Michael A’Hearn unterstützt.